# Hiroshige (cráter)
Hiroshige es un cráter de impacto de 138 km de diámetro del planeta Mercurio. Debe su nombre al pintor japonés Utagawa Hiroshige (1797-1858), y su nombre fue aprobado por la  Unión Astronómica Internacional en 1976.